# Karbyza
Karbyza (ros. Карбыза) – wieś (sieło) w Rosji, w obwodzie omskim, w rejonie muromcewskim. W 2021 liczyła 201 mieszkańców.